# Cooper Challenger 2013
Il Cooper Challenger 2013 è stato un torneo di tennis facente parte della categoria ITF Women's Circuit nell'ambito dell'ITF Women's Circuit 2013. È stata la 6ª edizione del torneo che si è giocata a Waterloo in Canada dal 1° al 7 luglio 2013 su campi in terra rossa e aveva un montepremi di $50,000.

## Partecipanti

### Teste di serie
| Nazionalità | Giocatrice         | Ranking* | Testa di serie |
| ----------- | ------------------ | -------- | -------------- |
| Canada      | Sharon Fichman     | 105      | 1              |
| Israele     | Julia Glushko      | 129      | 2              |
| Australia   | Sacha Jones        | 195      | 3              |
| Tunisia     | Ons Jabeur         | 211      | 4              |
| Australia   | Monique Adamczak   | 221      | 5              |
| Canada      | Gabriela Dabrowski | 243      | 6              |
| Stati Uniti | Sachia Vickery     | 273      | 7              |
| Giappone    | Misa Eguchi        | 280      | 8              |

- Ranking al 24 giugno 2013.

### Altre partecipanti
Giocatrici che hanno ricevuto una wild card:
- Sandra Dynka
- Gloria Liang
- Jillian O'Neill
- Charlotte Petrick

Giocatrici che sono passate dalle qualificazioni:
- Jacqueline Crawford
- Marie-Alexandre Leduc
- Kyle McPhillips
- Wendy Zhang

## Vincitrici

### Singolare
Julia Glushko ha battuto in finale  Gabriela Dabrowski con il punteggio di 6–1, 6–3

### Doppio
Gabriela Dabrowski /  Sharon Fichman hanno battuto in finale  Misa Eguchi /  Eri Hozumi con il punteggio di 7–6(6), 6–3